# إيمانويل ماكيلروي
إيمانويل ماكيلروي (بالإنجليزية: Immanuel McElroy)‏ مواليد 25 مارس 1980 في غالفستون، هو لاعب كرة سلة أمريكي. بدأ مسيرته الاحترافية في سنة 2002. يلعب في الدوري الألماني لكرة السلة كلاعب هجوم خلفي. يحمل الرقم 23. يبلغ طوله 6 قدم 4.5 بوصة (1.9 م). لعب مع ألبا برلين ونادي لوفين براونشفايغ لكرة السلة.

## روابط خارجية
- إيمانويل ماكيلروي على موقع الدوري الأوروبي لكرة السلة (الإنجليزية)
- إيمانويل ماكيلروي على موقع كرة السلة الأوروبية.كوم (الإنجليزية)
- إيمانويل ماكيلروي على موقع كلية كرة السلة في سبورتس رفرنس.كوم (الإنجليزية)
- إيمانويل ماكيلروي على موقع ريلجم (الإنجليزية)
- إيمانويل ماكيلروي على موقع بروبوليرز (الإنجليزية)
- إيمانويل ماكيلروي على موقع سبورتس رفرنس (الإنجليزية)